# 豊橋鉄道田口線
田口線（たぐちせん）は、愛知県南設楽郡鳳来町（現・新城市）の本長篠駅から北設楽郡設楽町の三河田口駅までを結んでいた豊橋鉄道の鉄道路線である。敷設の経緯などから1067mmの森林鉄道とも呼ばれた。
木材輸送を目的として1929年（昭和4年）に一部区間が、1932年（昭和7年）に全線が開業し、1965年（昭和40年）と1968年（昭和43年）の一部区間休止を経て1968年に全線が廃止された。

## 歴史
吉田（豊橋）から豊川流域に沿って路線を延ばしてきた豊川鉄道が1900年（明治33年）長篠（現大海）に達し、その先は傍系の鳳来寺鉄道によって延長され、1925年（大正14年）に両社が電化されると、このルートから外れた海老・田口方面にも鉄道を敷設しようとする動きが具体化し、田口鉄道が設立された。当初は長篠駅（現・大海駅）から分岐し、現在の国道257号線とほぼ並行して豊川（寒狭川）を遡り、長楽から玖老勢に入るルートの蒸気鉄道として計画されたが、鳳来寺鉄道の出資を仰ぐため、同鉄道の鳳来寺口駅（現・本長篠駅）から分岐し、鳳来寺門前を経由するルートに変更された。この結果、鳳来寺山麓への勾配を登る必要が生じ、蒸気鉄道では力不足であるとして電気鉄道に計画変更された。
段戸山系の御料林の木材を運搬する目的から、設立時は宮内省（今の宮内庁。戦後、御料林は国有林となり林野庁の所管）の出資も得ており、豊川鉄道・鳳来寺鉄道との3者で資本金の77%を占めていたほか、2500株以上保有の株主の中に、鳳来寺住職が名を連ねる異色の構成であった。田峰駅と三河田口駅からは、集材用森林鉄道（狭軌トロッコ）も設置された。
田口鉄道は、本業の鉄道輸送のほか、鳳来町海老地内、双瀬と稲目の2箇所に砕石場があり、砂利の製造販売も手掛けていた。
車両は豊川・鳳来寺両鉄道と共通運用されており、三信鉄道にも乗り入れていたが、1943年（昭和18年）8月1日のこれら3社の国有化に対して、田口鉄道は国有化されなかった。これは鉄道敷設法別表第63号で計画された遠美線（大井 - 稲武 - 浦川 - 三河大野 - 遠江二俣）の経由地に田口の名前がなく、敷設法の先行建設路線と見なされなかったとも考えられているが、国有化以前から豊川・鳳来寺両鉄道と一体運営がなされていたとの歴史的経緯から1952年（昭和27年）まで日本国有鉄道による運転管理が行われた。なお、同様な例に沙流鉄道がある。この国鉄による運転管理が終了し、自社運転管理に戻ると、それまで飯田線で運行されていた自社車両のモハ36とモハ37の2両が返還されたので、これに国鉄形制御器と密着連結器を装備して、飯田線の電車に併結する形で豊橋までの直通運転に使用したほか、その前年に飯田線を廃車になったモハ10形のうち、モハ14とモハ15を購入してブルーとクリームの2色に塗り分け、これを田口鉄道内専用車とした。
終点の三河田口駅は、田口の市街地から2km余りも離れた寒狭川沿いに設置された。これは、清崎駅から市街地へは急勾配があることと、前述の集材用森林鉄道設置上の利便から、株主の宮内省が寒狭川沿いの設置を主張したからである。後年木材輸送が減少した後は、これが旅客集客へマイナス要因となった。また戦時中、姉妹会社の豊川・鳳来寺、両鉄道が国有化され、戦後、宮内省が解体され、出資者の77%を相次いで失ったことも、経営的には痛手であった。これらの事情に加え、森林資源の枯渇、沿線人口の流出、更にはバスやトラックの進出により、戦後の田口鉄道の輸送実績は旅客、貨物共に振るわず、1956年（昭和31年）10月、同じ名鉄傘下の豊橋鉄道に吸収合併され、同社の田口線となる。この際に電車1両（モハ38）を増備するも乗客の減少に歯止めはかからず、更に自家用車の普及という追い討ちをかけられ、接続の森林鉄道廃止という要素も手伝い、遂に豊橋鉄道は1964年（昭和39年）に当線廃止を申請する。沿線では廃止反対運動も起こり、一部で国鉄明知線、明智駅までの延伸や国鉄移管なども検討されたが、廃止への流れを変えることは出来なかった。
1965年（昭和40年）9月には台風24号による被害を受けて清崎 - 三河田口間が不通、同社のバスで代行輸送するようになり、翌1966年（昭和41年）に休止。更に当線廃止直前の1968年（昭和43年）8月29日には台風10号による被害により、起点より16km地点の路盤が約30mにわたって崩落してしまい、遂に三河海老 - 清崎間は復旧されることなく、1968年9月1日の廃止を迎えたのであった。

### 年表
- 1926年（大正15年）11月15日 - 鉄道免許状下付（南設楽郡東郷村-北設楽郡田口町間）[5]。
- 1927年（昭和2年）11月6日 - 田口鉄道株式会社設立[6][7]。
- 1929年（昭和4年）5月22日 - 田口鉄道によって鳳来寺口（現・本長篠） - 三河海老間開業[8]。
- 1930年（昭和5年）
  - 4月13日 - 三河大草駅開業。
  - 12月10日 - 三河海老 - 清崎間開業[9]。
- 1932年（昭和7年）12月22日 - 清崎 - 三河田口間開業[10]。
- 1936年（昭和11年） - 田口鉄道が豊川鉄道・鳳来寺鉄道と共に名古屋鉄道傘下に入る。
- 1943年（昭和18年）8月1日 - 豊川鉄道・鳳来寺鉄道の保有路線が国有化されて飯田線となるが、田口鉄道の路線は国有化されなかったものの鉄道省（→運輸通信省、運輸省、日本国有鉄道）による運転管理となる。鳳来寺口駅を本長篠駅に改称。
- 1952年（昭和27年） - 日本国有鉄道による運転管理終了。
- 1956年（昭和31年）10月1日 - 田口鉄道が同じ名古屋鉄道傘下の豊橋鉄道に吸収合併され、同社の田口線となる。
- 1963年（昭和38年）3月25日 - 国鉄飯田線豊橋駅への直通運転廃止。
- 1965年（昭和40年）9月17日 - 清崎 - 三河田口間が水害のため不通。翌年から休止。
- 1968年（昭和43年）
  - 8月29日 - 水害により、三河海老 - 清崎間休止。
  - 9月1日 - 本長篠 - 三河田口間が全廃[11]。

## 路線データ
1965年8月時点
- 路線距離：本長篠 - 三河田口間22.6km
- 駅数：13駅（終点含む、起点の本長篠は国鉄管理のため除く）
- 軌間：1067mm
- 複線区間：なし（全区間単線）
- 電化区間：全線（直流1500V）
- 閉塞方式：タブレット閉塞式
- 隧道：24本
- 橋梁（径間3.5m以上）：17か所

当線のような寒村地域の路線においては、軽便鉄道規格であったとしても何ら不思議ではないところ、豊川・鳳来寺両鉄道との車両共通運用という都合もあったとはいえ、1067mm軌間の1500V電化で、トンネル断面も鉄道省の電化路線規格に準拠し、パンタグラフ折り畳み高さが十分に確保されたものであった等、この規模の地方私鉄としては破格のものであったといえる。後年の20m級国電入線に際しても、こと車両限界に関しては、特に問題がなかった点は特筆される。だがその一方で、そのトンネル内部の大部分が森林鉄道並みのコンクリート巻立を行わない素掘りで、軌条は30kg、道床厚や枕木の間隔等の線路等級は簡易線規格であり、特に三河海老駅以北の第二期工事からは、軌条も山陽鉄道敷設時に、英国から輸入された明治時代前半期の第1種レール（その使用後廃棄された中古品）が鉄道省から払い下げられ再利用された。架線も全線シンプルカテナリーではあったものの、広い駅構内や貨物ヤード等では、これが他線であれば当然Vトラストビーム架線柱が採用されていたであろう場所においても、路面電車並みのスパン線ビーム方式が採用されるなど、建設費圧縮に腐心した跡が窺える。線内有人駅においては、駅本屋がホームに接している三河田口駅と鳳来寺駅上り方面以外は、ホーム上屋が省略された。保安設備も簡略化されており、国鉄管理の本長篠駅を除き、線内の有人駅においては、場内信号機のみで、出発信号機は省略されていた。但し清崎駅の三河田口駅寄りのみは第二場内、第一場内の2か所存在した。本長篠駅、鳳来寺駅、三河海老駅、田峰駅の4駅が腕木式信号機で、玖老勢駅、清崎駅、三河田口駅の3駅が二位色灯式信号機であったが、唯一の出発信号機である本長篠駅の腕木式信号機も、1967年（昭和42年）頃には使用停止になっていた。踏切は警手付きの遮断機付きが本長篠、大石、清崎の3か所にあった。また半径240m以下のカーブではチョック付きの護輪軌条が設置されていた。

## 運行状況
1934年（昭和9年）12月当時
運行本数：鳳来寺口 - 三河田口間10往復
全区間所要：45-47分
1965年（昭和40年）9月当時
運行本数：本長篠 - 三河田口間15往復
全区間所要：43-49分
1967年（昭和42年）9月当時
運行本数：本長篠 - 清崎間15往復
全区間所要：36-43分

三信鉄道が全通し、豊川・鳳来寺・三信・伊那電の4鉄道で現在の飯田線の前身としての形になった後こそ、当線は支線としての印象が強いが、三信鉄道開業前は、あくまでも豊川・鳳来寺の両鉄道と一体化した、吉田から路線を延ばし、末端が2本に枝分かれした路線という扱いで、どちらが本線でどちらが支線といった区別なく、吉田から鳳来寺鉄道三河河合行きと、田口鉄道三河田口行きの列車が交互に運行されていた。ちょうど豊橋鉄道東田本線の駅前から赤岩口行きと、運動公園前行きとが交互に運行されているのに似ている。
飯田線成立後の戦後になると、朝夕の2往復が飯田線の国電（国鉄の電車）に併結されて豊橋まで直通運転された（1963年〈昭和38年〉3月24日まで）ほか、鳳来寺参拝客の便をはかり、飯田線からの臨時直通列車も設定されたことがある。特に鳳来寺山もみじ祭り大祭日である例年11月23日には、国鉄からMc+Tc（電動車と付随車）の2両編成の電車を借り入れて、殺到する乗客を捌いていた。これは朝方豊橋駅発の臨時列車として本長篠駅到着後、そのまま当線鳳来寺駅まで乗り入れ。その後日中は本長篠駅 - 鳳来寺駅間をピストン輸送し、夕刻に本長篠発豊橋行きの臨時列車として帰るパターンであったが、年によっては線内運用の都合上、線内の定期列車を国電で代走したことにより、三河田口駅まで国電が乗り入れたこともある。また時として田口線内でも、国電と社形電車の併結運転が見られることもあった。この臨時運転は1966年（昭和41年）まで続いた。
1961年（昭和36年）7月25日から8月10日には、飯田線快速列車用の予備車両を動員して、連日名古屋駅からの直通快速列車（豊橋駅以西の停車駅は今の新快速に似ていた）も「臨電鳳来」として運転され、これに先立ち80系電車による入線試験も全線に亘って実施されたが、電圧降下等の問題点が多く、営業列車としては実現しなかった。
また、名鉄線から名鉄の車両が団体専用列車として、1954年（昭和29年）に廃止された小坂井支線を通って飯田線・田口線に乗り入れる運用も1950年代前半まで存在した。
その他、愛知県立鳳来寺高等学校への通学者のための本長篠 - 鳳来寺間の区間列車も存在した。
貨物列車は1日1往復の定期便と、不定期便の運行があったが、1965年（昭和40年）唯一の電気機関車が渥美線に転出した後は、電車が貨車を牽くミキストが何本か設定され、下り列車では大幅なスピードダウンとなった。
鮎淵停車場近くには大久賀多という臨時積込場があり、側線に貨車を入れて木材の搬出をするなど、当線自体が森林鉄道としての性格濃厚であったが、森林資源の枯渇に伴い、接続の森林鉄道が廃止された後は、沿線の製材工場に国鉄のチキやトキなどの長物車で、外材が盛んに運び込まれるという皮肉な現象もみられた。
- 出典
  - 白井良和「奥三河に咲いたローカル線 田口線の回想」『鉄道ピクトリアル』No.461[12]
  - 白井良和「豊橋鉄道田口線の思い出—11月23日の記録から」『鉄道ピクトリアル』No.698
  - 白井良和「ひと夏の夢に終わった名古屋〜鳳来寺間直通快速列車」『RAILFAN』No.527

## 駅一覧
- 出典：『日本鉄道旅行地図帳』7号[13]および「奥三河に咲いたローカル線 田口線の回想」[14]。
- 全駅愛知県に所在。
- 駅名、所在地は廃止時点（清崎 - 三河田口間は1966年10月1日より、三河海老 - 清崎間は1968年8月29日より休止中。復旧せず廃止）。

凡例
線路 … ｜：棒線駅（停留場） ◇：交換駅
| 駅名             | 駅間キロ | 営業キロ | 接続路線                                                                                  | 線路 | 所在地          |
| ---------------- | -------- | -------- | ----------------------------------------------------------------------------------------- | ---- | --------------- |
| 本長篠駅         | -        | 0.0      | 日本国有鉄道：飯田線                                                                      | ｜   | 南設楽郡 鳳来町 |
| 三河大草駅       | 2.6      | 2.6      |                                                                                           | ｜   | 南設楽郡 鳳来町 |
| 鳳来寺駅         | 2.2      | 4.8      |                                                                                           | ◇    | 南設楽郡 鳳来町 |
| （臨時乗降場）*  | N/A      | N/A      |                                                                                           | ｜   | 南設楽郡 鳳来町 |
| 玖老勢駅         | 2.7      | 7.5      |                                                                                           | ◇    | 南設楽郡 鳳来町 |
| 三河大石駅       | 1.6      | 9.1      |                                                                                           | ｜   | 南設楽郡 鳳来町 |
| 三河海老駅       | 2.5      | 11.6     |                                                                                           | ◇    | 南設楽郡 鳳来町 |
| 滝上駅           | 1.2      | 12.8     |                                                                                           | ｜   | 南設楽郡 鳳来町 |
| 田峰駅           | 2.6      | 15.4     | 名古屋営林局新城営林署：森林鉄道段戸山線（田峯森林鉄道） 田峯鰻沢線（貨物線、1960年廃止） | ◇    | 北設楽郡 設楽町 |
| 長原前駅         | 1.6      | 17.0     |                                                                                           | ｜   | 北設楽郡 設楽町 |
| 清崎駅           | 1.1      | 18.1     |                                                                                           | ◇    | 北設楽郡 設楽町 |
| （貨）大久賀多駅 | N/A      | N/A      |                                                                                           | ｜   | 北設楽郡 設楽町 |
| （臨）鮎淵駅**   | N/A      | N/A      |                                                                                           | ｜   | 北設楽郡 設楽町 |
| 三河田口駅       | 4.5      | 22.6     | 名古屋営林局新城営林署：森林鉄道段戸山線（田口森林鉄道） 田口椹尾線（貨物線、1963年廃止） | ｜   | 北設楽郡 設楽町 |

- * 鳳来寺山大祭日（11月23日）のみ営業。名称不詳。
- ** アユ釣りシーズンのみ営業。

## 輸送・収支実績
| 年度 | 輸送人員（人） | 貨物量（トン） | 営業収入（円） | 営業費（円） | 営業益金（円） | その他損金（円）  | 支払利子（円） | 政府補助金（円） |
| ---- | -------------- | -------------- | -------------- | ------------ | -------------- | ----------------- | -------------- | ---------------- |
| 1929 | 105,074        | 4,005          | 23,355         | 29,894       | ▲ 6,539        | 水害復旧費2,550   | 965            |                  |
| 1930 | 169,783        | 9,448          | 43,427         | 58,230       | ▲ 14,803       | 雑損66            | 33,856         | 45,352           |
| 1931 | 215,091        | 12,038         | 57,224         | 63,200       | ▲ 5,976        | 雑損51            | 79,792         | 78,235           |
| 1932 | 208,812        | 16,546         | 58,217         | 57,790       | 427            | 雑損3,128         | 66,060         | 90,734           |
| 1933 | 238,835        | 24,593         | 73,498         | 73,225       | 273            | 雑損37            | 81,633         | 99,999           |
| 1934 | 242,236        | 26,557         | 75,194         | 82,809       | ▲ 7,615        | 雑損266           | 61,223         | 167,811          |
| 1935 | 230,956        | 29,444         | 77,910         | 84,911       | ▲ 7,001        | 償却金170,352     | 38,606         | 196,642          |
| 1936 | 243,466        | 24,364         | 81,037         | 74,895       | 6,142          | 雑損償却金169,892 | 28,307         | 191,207          |
| 1937 | 274,825        | 26,831         | 86,929         | 78,993       | 7,936          | 雑損償却金154,819 | 18,447         | 164,265          |
| 1939 | 387,852        | 34,112         |                |              |                |                   |                |                  |
| 1941 | 556,876        | 61,492         |                |              |                |                   |                |                  |
| 1943 | 805,855        | 63,428         |                |              |                |                   |                |                  |
| 1945 | 1,397,248      | 50,260         |                |              |                |                   |                |                  |
| 1949 | 1,210,667      | 75,894         |                |              |                |                   |                |                  |

- 鉄道統計資料、鉄道統計、国有鉄道陸運統計、地方鉄道軌道統計年報各年度版

## 車両

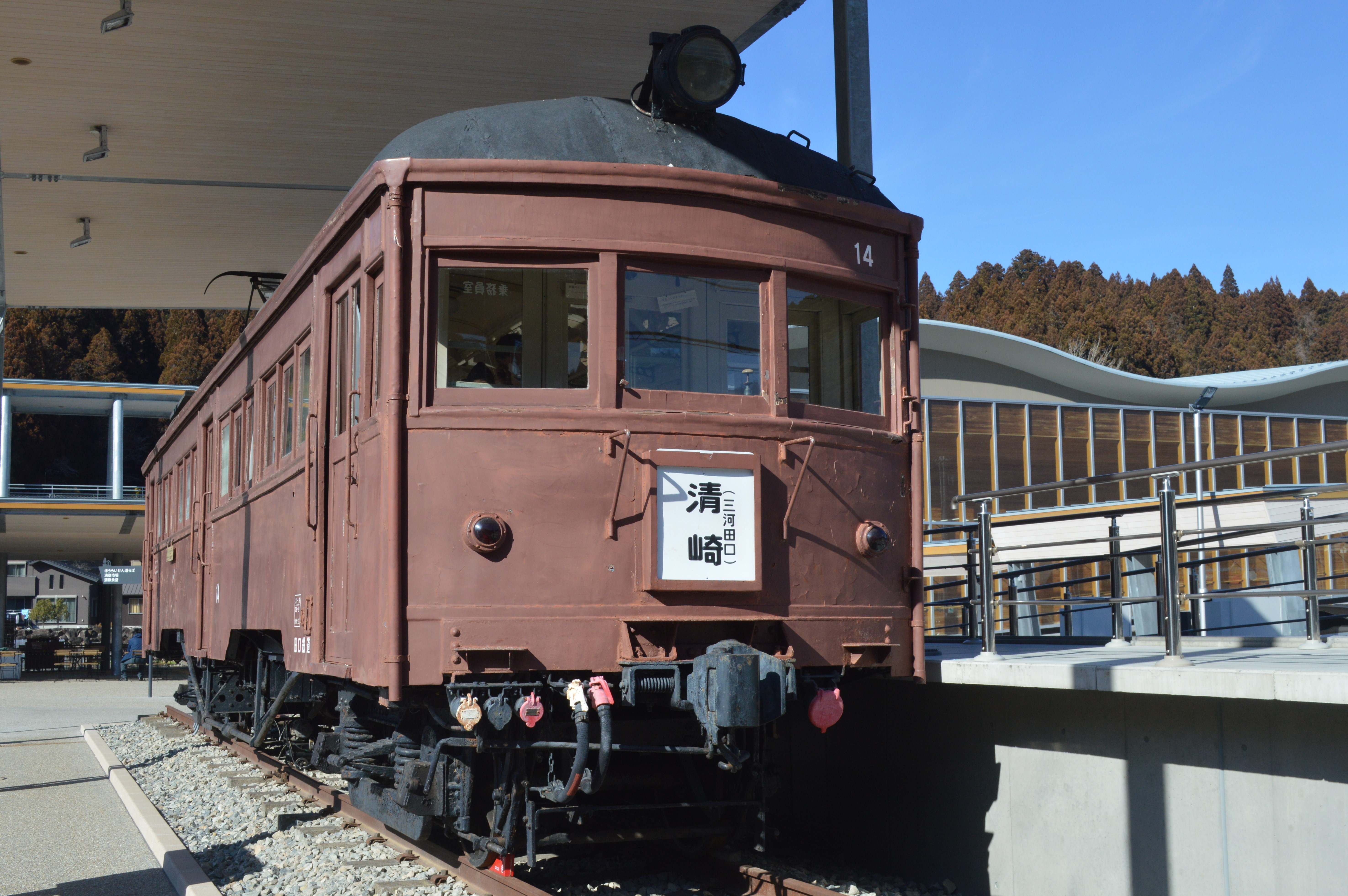
道の駅したらで保存されているモハ14電車

電気機関車デキ53、電車 電3形 (101, 102) を開業時に新造した。1951年に国鉄より旧豊川鉄道モハ14・15を購入。1955年に貨車トム602（旧・国鉄トム6782）の下回りに豊橋市の豊栄鉄工所で製作した木製車体を載せたサハ201を製作した。1956年に国鉄より旧豊川鉄道モハ31を購入しモハ38とした。貨車は新造車はなく、国鉄、豊川鉄道、名古屋鉄道などから譲受された車両である。
なお、豊川・鳳来寺、両鉄道の国有化までは、姉妹鉄道として両社と田口鉄道の3社の車両は共通運用されていたため、豊川鉄道の電気機関車デキ50等も当線に乗り入れていた。
- 電車 - 詳細は「豊川鉄道・鳳来寺鉄道・田口鉄道の電車」を参照
  - モハ30形 36,37,38
  - モハ10形 14,15
  - サハ201（付随車）
- 電気機関車
  - デキ50形 53
- 貨車
  - ワ70形 71,72 （元豊川鉄道ワフ4,ワフ5）
  - ト100形 101,102,103 （元国鉄ト499,ト488,ト312）
  - ワ80形 81 （元日本毛織一宮工場）
  - ト150形 157
  - トフ70形 71
  - ト200形 200 （元国鉄ト6865）
  - ト200形 233,234

## 廃線跡
- 廃線跡は比較的多く残り、国道や県道、通学路等地元住民の生活路となっている。
- 本長篠駅付近から内金トンネルまでは、河津桜が多数植えられ、開花時期にはインスタ映えスポットとして有名になっている。
- 長篠付近の愛知県道32号長篠東栄線すぐ脇には、大井川橋梁跡の橋脚があり、ひときわ目を引く。
- 大井川橋梁跡から旧三河大草駅跡までの区間は、廃線以来永きにわたり、何の利用もされず自然に還っていたが、築堤や切り通し等、路盤そのものは、道路として切り崩された地点以外はよく原型を留めていたため、2023年から奥三河Trail Running Raceのコースの一部として利用され始めた。また木製架線柱が2本現存している。
- 旧三河大草駅跡は、永らく荒れ放題となっていたが、近年草刈り等の整備が定期的に行われ、こちらも隠れた名所となった。
- 旧三河大草駅跡以北は、トンネルが6本連続する区間で、深い堀割りもあり、軽装でも訪れ易く、しかも変化に富んだ区間として、廃道マニアには人気が高い。林道に利用されている。
- 愛知県道32号長篠東栄線沿いの「傘川橋梁」三河大草駅寄り橋台跡には、1886年ジョリエット製鉄社製レールを部材に使用した鉄製架線柱が現存する。
- 新城市消防本部新城市消防署鳳来出張所裏手から、愛知県道32号長篠東栄線と愛知県道389号富栄設楽線のT字路付近までの地下深くには万寿（まんぜ）トンネルが存在するが、両方の抗口が造成により埋められてしまい、その存在を窺い知ることは出来ない。
- 旧鳳来寺駅舎は、「豊鉄ほうらいじ食堂」として廃止後も使用されたが、その後改築された。現在は取り壊され、駐車場になっている。
- 田代トンネル並びに田代川橋梁は、永らく付近のキャンプ場への近道として利用されていたが、トンネルは老朽化しているとの判断から2000年代後半には通行止めになり、田代川の河川改修に伴い、橋梁も2024年に撤去された。
- 愛知県道32号長篠東栄線、鳳来寺小学校前信号から玖老勢東信号付近まで、廃線跡はサイクリングロードとして利用されており、当初新道と呼ばれていたが、後になかよし小道と名付けられた。旧玖老勢駅跡には豊鉄時代のコンクリート製境界票が残っている。
- 玖老勢東信号付近から海老川橋梁付近まで、廃線跡は愛知県道32号長篠東栄線にそのまま転用されている。海老川橋梁手前から廃線跡は県道と分かれるが、旧三河海老駅跡まで一般町道に転用されている。双瀬（ならぜ）トンネルは当線の有名スポットの一つである。
- 旧三河海老駅跡は、しばらく豊鉄バス海老管理所として使用された。平成初期に駅舎が取り壊された後も、バス旋回場として一日数回使用されていた。県道バイパス工事により路盤が削られ、かつて通行出来た海老 - 滝上間の一部は通行不能になった。滝上駅はホームが現存し、傍らにある海老トンネルと県道沿いの軌道敷もそのまま残っている。
- 県内最長の鉄道用トンネルであった稲目トンネルは、廃止後しばらくは代行バス専用トンネルとして使用された。その後1979年に拡張工事を受けて2車線片側歩道付となり、愛知県道389号富栄設楽線（開通当初は「鳳来設楽線」）の一部として一般交通にも開放された。現在も豊鉄バス田口新城線が通行している。
- 「第二寒狭川橋梁」の清崎寄りにあった田峰駅の場内信号機は、廃線後から1996年（平成8年）頃まで、清崎駅跡に、同駅の駅名標と共に保存されていた。その後撤去され、地元の建設会社倉庫脇に雨ざらしで放置されていた。現在は塗装し直されて保管されている模様である。
- 設楽町内の寒狭川に架けられていた「第三寒狭川橋梁」は箱上橋（通称：辨天橋）、「第四寒狭川橋梁」は平野橋（通称：高鉄橋）として、一般町道に転用されている。
- 旧三河田口駅舎（設楽町営バス宇連長江線田尻バス停下車）は長く残存したが、何の保全もなされず廃屋状態で次第に朽ち果て、鮎渕（臨）停車場近傍の設楽ダム計画も合わせていつまで残存するか予断を許さない状況が続いていた。2005年に支えの少ない北側待合室部分から半壊した。廃線から43年の2011年8月21日の深夜に全壊した[15]。この北の田口森林軌道跡もダム水没予定地である[16]。
- 設楽町田口にある資料館「奥三河郷土館」敷地内に、田口線で使用されていた電車（モハ14）が静態保存されていた。同車両は廃線後9年間、ブルーとクリームの二色に塗装され、田峰駅構内に放置されていたが、奥三河郷土館に移送設置し、ライトブラウンに塗り直しの上、半分のロングシートを撤去しガラスケースを入れて「田口線資料展示室」として利用されていた。また、奥三河郷土館の館内では、元職員の手による当時の様子を撮影したアマチュア8ミリフィルムをVHSビデオに再生した映像を閲覧することができた（画質は良好ではない）。設楽町清崎に建設された、道の駅したら施設内に奥三河郷土館が移転したことに伴い、保存車両モハ14も清崎に移転した。なお、清崎に移転するまでモハ14が載っていた60ポンドレールは、1894年に英国モスベイ社で製造されたものと、1928年に八幡製鉄所で製造されたものとを溶接して繋ぎ合わせたもので、元々は田峰駅構内に敷かれていた。八幡製作所のものは田口鉄道建設時に発注されたものだが、モスベイ社製の方は田峰駅の更に前は山陽本線で使われていた。これらもモハ14と一緒に展示されており、モハ14は清崎移転後は別の新しいレール上に載せられている。
- その他の保存物としては、長篠の医王寺に三河大草駅の駅名標、勾配標や曲線標などが保存展示されているほか、「学童農園山びこの丘」施設内、伝承館の一角に、鳳来寺駅の駅名標ほか、田口線で使用されていた道具などが展示されている。沿線の鳳来寺小学校には、廃線後10年間、玖老勢駅と鳳来寺駅の駅名標が保存されていたが、校舎改築に際し、撤去された模様である。また中部大学構内には、鳳来寺駅で使用されていた腕木式信号機が保存されている。